# Abrene

Cesiones territoriales tras la anexión por la URSS en 1945 de Estonia (verde) y Letonia (verde oscuro).

El distrito de Abrene (Letón: Abrenes apriņķis) era un distrito de la República de Letonia. Su área era de 4292 km², y fue formado en 1925 al unir la parte meridional del distrito de Ludza y la parte occidental de la región de Ostrov. Su nombre original fue distrito de Jaunlatgale (Nueva Latgale), pero el nombre fue cambiado a Abrene en 1938. El distrito incluía los pueblos de Balvi y Abrene y 14 aldeas. Las parroquias civiles (Letón: pagasti) que formaban el distrito fueron reorganizadas tres veces (eran 12 en 1929, 13 en 1935, y 15 en 1940). Seis de las parroquias civiles orientales (Purvmalas, Linavas, Kacēnu, Upmalas, Gauru y Augšpils), además de Abrene (un total de 1293,6 km², o 35.524 habitantes) fueron unidas a la República Socialista Federativa Soviética de Rusia en 1944. 
Esta parte del antiguo distrito de Abrene es hoy parte de la Federación de Rusia, conocida como el distrito de Pytálovo del óblast de Pskov, en la frontera con Letonia. La expresión "región de Abrene" suele referirse hoy día a la parte en la actual Federación Rusa, a pesar de que casi tres cuartas partes del antiguo distrito están en Letonia.